# とんぼ (長渕剛の曲)
「とんぼ」は、日本のシンガーソングライターである長渕剛の楽曲。
1988年10月26日に東芝EMIのエキスプレスレーベルから20枚目のシングルとしてリリースされた。前作「NEVER CHANGE」（1988年）よりおよそ5か月ぶりにリリースされた作品であり、作詞・作曲は長渕、編曲は瀬尾一三および長渕が担当している。「乾杯」（1988年）と共に長渕の代表曲の一つである。
東京に憧れて上京した者の挫折と苦悩を描いた曲であり、アコースティック・ギターをメインとしたミドルテンポのフォークロックナンバーとなっている。長渕主演のTBS系テレビドラマ『とんぼ』（1988年）の主題歌として使用され、オリコンチャートでは5週連続1位を獲得、売り上げ枚数は103.5万枚を記録しミリオンセラーとなった。同ドラマにおいて長渕は初めてヤクザ役を担当し、最終回では視聴率21.8%を記録した。
オリジナル・アルバム『昭和』（1989年）からの先行シングル。それ以降では、ベスト・アルバム『いつかの少年』（1994年）、『BEST〜空〜』（2002年）、『Tsuyoshi Nagabuchi All Time Best 2014 傷つき打ちのめされても、長渕剛。』（2014年）などに収録されている。

## 音楽性と歌詞
地方から都会に憧れて上京してきた者達の挫折と苦悩を歌い上げた楽曲。とんぼを幸せの象徴と捉え、手の届かないものとして描いている。
アレンジはアコースティック・ギターをメインとし、わずかにシンセサイザーのストリングスを使用しており、ミドルテンポでフォークロック調の曲となっている。
音楽情報サイト『CDジャーナル』では、「間奏のくだりは誰しもが聴き覚えのあるものだろう。東京に憧れた男の挫折と苦悩のストーリーは、聴く者の胸に熱く響く」、「憧れの大都会・東京へ来たものの思い描いた夢への道を迷い、もどかしさばかりの日々を過ごす青年を描くが、それは長渕自身の投影か」と表記されている。

## リリース
1988年10月26日に東芝EMIのエキスプレスレーベルより、7インチレコードおよびカセットテープ、8センチCDの3形態でリリースされた。
両面とも演奏時間がシングルレコード盤の収録時間を越えるため、センターホールの大きいシングル盤でありながら33回転という特殊な形態での発売となったが、CDシングルは8センチ盤で発売された。B面曲の「STAY DREAM」は明治製菓「BODY」CMテーマソングとしても使われた。1988年6月19日、初の東京ドームでのライブ音源。フルバンドでのこの曲のアレンジはこのバージョンのみである。
アルバム『昭和』（1989年）収録バージョンはミックスが異なっており、全体的にエコーが抑えられ乾いた音質になっている。

## 批評
| 専門評論家によるレビュー | 専門評論家によるレビュー |
| レビュー・スコア         | レビュー・スコア         |
| 出典                     | 評価                     |
| ------------------------ | ------------------------ |
| CDジャーナル             | 肯定的                   |

音楽情報サイト『CDジャーナル』では、「男・長渕、その本人を象徴するような勇ましい一曲。（中略）反骨精神が如実に表われているのもいい」、「プロ野球で活躍した清原選手の応援歌としても広く知られる長渕の代表曲だ」と評されている。

## チャート成績
オリコンチャートでは最高位1位、登場回数31回となり、売り上げ枚数は103.5万枚とミリオンセラーになり、細川たかしの「矢切の渡し」（1983年）以来5年ぶりのシングルのミリオンセラーとなった。
ラジオでの歌謡曲ランキング番組では年間チャートにて1988年（昭和63年）、1989年（昭和64年、平成元年）ともに上位にランクインした。
2005年にNHKが実施した「スキウタ〜紅白みんなでアンケート〜」で白組70位にランクインされた。

## 受容
プロ野球選手時代の清原和博が、巨人並びにオリックス在籍時の入場テーマ曲として使用していた。所属時には流れ切れなかったサビの部分がファンによって歌われた。長渕は2008年10月1日に、京セラドーム大阪にて行われたオリックス・バファローズ対福岡ソフトバンクホークス戦後に行われた清原の引退セレモニーに参加し、生演奏・歌唱を行った。

## ライブ・パフォーマンス
リリース以来、ほぼ全てのライブにて演奏されており、ライブでの演奏率は3位となっている。
また、本作に関するテレビ出演は以下の通りとなっている。
- TBS系音楽番組『ザ・ベストテン』（1978年 - 1989年） - 1988年12月1日放送。ランキング1位での出演。
- フジテレビ系音楽番組『夜のヒットスタジオDELUXE』（1985年 - 1989年） - 1989年3月8日放送。他に「激愛」を演奏している。
- フジテレビ系音楽番組『夜のヒットスタジオSUPER』（1989年 - 1990年） - 1990年2月28日放送。他に「お家へ帰ろう」、「いつかの少年」を演奏している。
- フジテレビ系音楽番組『ミュージックフェア』（1964年 - ） - 1999年10月17日放送。他に「巡恋歌」、「乾杯」を演奏している。
- フジテレビ系音楽番組『HEY!HEY!HEY! MUSIC CHAMP』（1994年 - 2012年） - 1999年10月18日放送[7]。
- フジテレビ系バラエティ番組『SMAP×SMAP』（1996年 - 2006年） - 2001年7月16日放送。他に「巡恋歌」、「空/SORA」を演奏。
- NHK総合音楽番組『夢・音楽館』（2003年 - 2005年） - 2003年5月1日放送[8]。他に「しあわせになろうよ」を演奏。
- 関西テレビバラエティ番組『さんまのまんま』（1985年 - 2016年） - 2007年5月4日放送[9]。
- 日本テレビ系バラエティ番組『嵐にしやがれ』（2010年 - ） - 2012年1月28日放送[10][11][12]。
- TBS系音楽番組『音楽の日』（2011年 - ） - 2017年7月15日放送[13]。他に「STAY DREAM」、「Black Train」を演奏した。

## メディアでの使用
長渕自身が出演したTBS系テレビドラマ『とんぼ』（1988年）の主題歌として使用された。『とんぼ』撮影開始の二、三ヶ月前に長渕は演出家の大岡進の元を訪れ、突然カセットテープを取り出し「この曲を聴いてくれ」と要求した。その時点では主題歌として使用するのか、ドラマのイメージを歌にしただけなのかは決まっていなかったという。また、劇中で使用されている音楽は全て長渕が作曲、演奏を行っており、用意した曲がシーンに合わない場合は「一晩待ってくれ」と要求して次の日に七曲から八曲ほど制作していた。大岡は「テレビドラマでアコースティックギターだけの劇伴はすごくめずらしい」と語っている。
1997年1月24日には『とんぼ』（1988年）の続編となるフジテレビ系テレビドラマ『英二ふたたび』（1997年）が放送され、再び主題歌として使用された。
1999年5月1日には映画『ウォータームーン』（1989年）以来、およそ10年ぶりとなる長渕の主演映画『英二』が公開され、三度主題歌として使用された。
2007年には、サントリーの缶コーヒー飲料「BOSS」の、ジャンパープレゼントのキャンペーンソングとしてオンエアされている。

## カバー
- 小虎隊 - 北京語バージョン、「紅蜻蜓」のタイトルでアルバム『紅蜻蜓』（1990年）に収録。
- 姜育恒（中国語版） - 北京語バージョン、「夕陽」のタイトルでアルバム『兩個永恆』（1997年）に収録。
- 福山雅治 - ニッポン放送ラジオ番組『福山雅治のオールナイトニッポン』（2000年）内で演奏。
- LISA feat.Home Grown - トリビュート・アルバム『Hey ANIKI!』（2004年）に収録[17][18]。

## シングル収録曲
レコード、CD版
| 全作詞・作曲: 長渕剛。 |                                              |           |            |                  |      |
| #                      | タイトル                                     | 作詞      | 作曲・編曲 | 編曲             | 時間 |
| 1.                     | 「とんぼ」                                   | 長渕剛    | 長渕剛     | 瀬尾一三、長渕剛 | 6:08 |
| 2.                     | 「STAY DREAM ('88 TOKYO DOME Live Version)」 | 長渕剛    | 長渕剛     | 中西康晴         | 8:50 |
| 合計時間:              | 合計時間:                                    | 合計時間: | 14:58      |                  |      |

カセットテープ版
| 全作詞・作曲: 長渕剛。 |                                    |           |            |                  |      |
| #                      | タイトル                           | 作詞      | 作曲・編曲 | 編曲             | 時間 |
| 1.                     | 「とんぼ」                         | 長渕剛    | 長渕剛     | 瀬尾一三、長渕剛 | 6:08 |
| 2.                     | 「とんぼ（オリジナル・カラオケ）」 | 長渕剛    | 長渕剛     | 瀬尾一三、長渕剛 | 6:08 |
| 合計時間:              | 合計時間:                          | 合計時間: | 12:16      |                  |      |

| 全作詞・作曲: 長渕剛。 |                                        |           |            |          |      |
| #                      | タイトル                               | 作詞      | 作曲・編曲 | 編曲     | 時間 |
| 1.                     | 「STAY DREAM（ライヴ・ヴァージョン）」 | 長渕剛    | 長渕剛     | 中西康晴 | 8:50 |
| 合計時間:              | 合計時間:                              | 合計時間: | 8:50       |          |      |

## 参加ミュージシャン
- 島村英二 - ドラムス
- 高水健司 - ベース
- 矢島賢 - エレクトリックギター
- 長渕剛 - アコースティック・ギター
- 中西康晴 - ピアノ、シンセサイザー

## 楽曲の収録作品
スタジオ音源
- 『昭和』（1989年）
- 『いつかの少年』（1994年）
- 『SINGLES Vol.3 (1988〜1996)』（1997年）
- 『ACOUSTIC 俺の太陽』（1999年） - アコースティックバージョンとして収録されている。
- 『BEST〜空〜』（2002年）
- 『Tsuyoshi Nagabuchi All Time Best 2014 傷つき打ちのめされても、長渕剛。』（2014年）

ライブ音源
- 『長渕剛LIVE'89』（1990年） - 1989年7月13日、7月14日の横浜アリーナ公演から収録。
- 『長渕剛 ALL NIGHT LIVE IN 桜島 04.8.21』（2004年） - 2004年8月21日の桜島特設会場公演から収録。
- 『富士山麓 ALL NIGHT LIVE 2015』（2016年） - 2015年8月22日の富士山麓ふもとっぱら特設会場公演から収録。

ライブ映像
- 『カラス LIVE from '90 - '91 JEEP TOUR』（1991年）
- 『LIVE'92 "JAPAN" IN TOKYO DOME』（1992年）
- 『9.7 in 横浜スタジアム LIVE 2002』（2003年）
- 『SAKURAJIMA』（2004年）
- 『LIVE at YOYOGI NATIONAL STADIUM ARENA TOUR 2010 - 2011 "TRY AGAIN"』（2011年）
- 『富士山麓 ALL NIGHT LIVE 2015』（2016年）